# Erika Blanc
Erika Blanc, pseudonimo di Enrica Bianchi Colombatto (Gargnano, 23 luglio 1942), è un'attrice italiana.

## Biografia
Erika Blanc si trasferisce all'inizio degli anni sessanta a Roma per lavorare nel cinema. Debutta nel 1965 nel film Agente 077 missione Bloody Mary, diretta da Sergio Grieco. Sarà la prima pellicola di una lunga carriera, che la porterà a recitare anche in teatro, per Giorgio Strehler e Ugo Gregoretti, ma soprattutto al fianco di Alberto Lionello, suo compagno di vita sino alla morte di lui, e per la televisione.
Per il cinema ha recitato in oltre cento film lavorando, tra gli altri, con Özpetek (è la madre di Margherita Buy in Le fate ignoranti), Castellitto, Avati e Bevilacqua. Ha inoltre posato nuda per l'edizione italiana di Playboy. È vincitrice del Globo d'oro 2005 per la sua performance di attrice in Cuore sacro. Ha anche interpretato il fotoromanzo Regalami una mamma, apparso nel periodico Monica-Roman Film, anno 4, numero 3 del marzo 1966.

## Vita privata
Erika Blanc ha una figlia anch'ella attrice, Barbara Blanc, nata dalla sua unione con il regista Bruno Gaburro.

## Filmografia

### Cinema
- Il disco volante, regia di Tinto Brass (1964)
- Agente 077 missione Bloody Mary, regia di Sergio Grieco (1965)
- Da 077: Intrigo a Lisbona, regia di Tulio Demicheli (1965)
- La vendetta di Lady Morgan, regia di Massimo Pupillo (1965)
- Agente S03 operazione Atlantide, regia di Domenico Paolella (1965)
- Colorado Charlie, regia di Roberto Mauri (1965)
- Degueyo, regia di Giuseppe Vari (1966)
- Django spara per primo, regia di Alberto De Martino (1966)
- Operazione paura, regia di Mario Bava (1966)
- Le spie uccidono in silenzio, regia di Mario Caiano (1966)
- Tecnica di una spia, regia di Alberto Leonardi (1966)
- Un milione di dollari per 7 assassini, regia di Umberto Lenzi (1966)
- 1000 dollari sul nero, regia di Alberto Cardone (1966)
- Il terzo occhio, regia di Mino Guerrini (1966)
- L'uomo dal pugno d'oro (El hombre del puño de oro), regia di Jaime Jesus Balcazar (1967)
- Per 50.000 maledetti dollari, regia di Juan De La Loma (1967)
- La più grande rapina del West, regia di Maurizio Lucidi (1967)
- Tom Dollar, regia di Marcello Ciorciolini (1967)
- Gangsters per un massacro, regia di Gianfranco Parolini (1968)
- Il magnifico Tony Carrera, regia di Juan Antonio De La Loma (1968)
- Sette volte sette, regia di Michele Lupo (1968)
- Spara, Gringo, spara, regia di Bruno Corbucci (1968)
- Summit, regia di Giorgio Bontempi (1968)
- Testa di sbarco per otto implacabili, regia di Alfonso Brescia (1968)
- Riusciranno i nostri eroi a ritrovare l'amico misteriosamente scomparso in Africa?, regia di Ettore Scola (1968)
- La vendetta è il mio perdono, regia di Roberto Mauri (1969)
- Così dolce... così perversa, regia di Umberto Lenzi (1969)
- Io, Emmanuelle, regia di Cesare Canevari (1969)
- Con quale amore, con quanto amore, regia di Pasquale Festa Campanile (1970)
- C'è Sartana... vendi la pistola e comprati la bara!, regia di Giuliano Carnimeo (1970)
- Prima ti perdono... poi t'ammazzo (La diligencia de los condenados), regia di Juan Bosch (1970)
- L'uomo più velenoso del cobra, regia di Bitto Albertini (1971)
- La notte che Evelyn uscì dalla tomba, regia di Emilio P. Miraglia (1971)
- ...Scusi, ma lei le paga le tasse?, regia di Mino Guerrini (1971)
- La casa delle mele mature, regia di Pino Tosini (1971)
- La terrificante notte del demonio, regia di Jean Brismè (1971)
- Il suo nome era Pot... ma... lo chiamavano Allegria, regia di Lucio Dandolo e Demofilo Fidani (1971)
- La mano lunga del padrino, regia di Nando Bonomi (1972)
- La rossa dalla pelle che scotta, regia di Renzo Russo (1972)
- I senza Dio, regia di Roberto Bianchi Montero (1972)
- Le streghe nere, regia di Adrian Hoven (1973)
- Tony Arzenta - Big Guns, regia di Duccio Tessari (1973)
- Bella, ricca, lieve difetto fisico, cerca anima gemella, regia di Nando Cicero (1973)
- Bruna, formosa, cerca superdotato, regia di Alberto Cardone (1973)
- Giorni d'amore sul filo di una lama, regia di Glauco Pellegrini (1973)
- Primo tango a Roma - Storia d'amore e d'alchimia, regia di Lorenzo Gicca Palli (1973)
- Il giustiziere sfida la polizia, regia di León Klimovsky (1973)
- Amore e morte nel giardino degli dei, regia di Sauro Scavolini (1974)
- Il domestico, regia di Luigi Filippo D'Amico (1974)
- I figli di nessuno, regia di Bruno Gaburro (1974)
- Là dove non batte il sole, regia di Antonio Margheriti (1974)
- Bello come un arcangelo, regia di Alfredo Giannetti (1974)
- L'ammazzatina, regia di Ignazio Dolce (1974)
- Giochi erotici di una famiglia per bene, regia di Francesco Degli Espinosa (1975)
- La portiera nuda, regia di Luigi Cozzi (1975)
- L'amantide, regia di Amasi Damiani (1976)
- L'amico del padrino, regia di Frank Agrama (1976)
- Attenti al buffone, regia di Alberto Bevilacqua (1976)
- La padrona è servita, regia di Mario Lanfranchi (1976)
- Io tigro, tu tigri, egli tigra, regia di Giorgio Capitani (1978)
- Carcerato, regia di Alfonso Brescia (1981)
- Pourvoir jeunes filles à vendre, regia di Pierre Euard (1981)
- Sogno di una notte d'estate, regia di Gabriele Salvatores (1983)
- Mak π 100, regia di Antonio Bido (1987)
- Body Puzzle, regia di Lamberto Bava (1992)
- Voci, regia di Franco Giraldi (2001)
- Le fate ignoranti, regia di Ferzan Özpetek (2001) (accreditata come Erica Blanc)
- Ilaria Alpi - Il più crudele dei giorni, regia di Ferdinando Vicentini Orgnani (2002)
- Poco più di un anno fa - Diario di un pornodivo, regia di Marco Filiberti (2003)
- Cuore sacro, regia di Ferzan Özpetek (2005)
- Una sconfinata giovinezza, regia di Pupi Avati (2010)
- La bellezza del somaro, regia di Sergio Castellitto (2010)
- Il cuore grande delle ragazze, regia di Pupi Avati (2011)
- Studio illegale, regia di Umberto Carteni (2013)
- Ho ucciso Napoleone, regia di Giorgia Farina (2015)
- Ho amici in Paradiso, regia di Fabrizio Maria Cortese (2016)
- Il premio, regia di Alessandro Gassmann (2017)
- Villetta con ospiti, regia di Ivano De Matteo (2020)
- Le margherite amano il sole, regia di Daniele Ceccarini (2020) – cortometraggio
- Free - Liberi, regia di Fabrizio Maria Cortese (2020)
- Dante, regia di Pupi Avati (2022)
- Il punto di rugiada, regia di Marco Risi (2024)

### Televisione
- La porta sul buio, regia di Mario Foglietti, episodio La bambola – miniserie TV (1973)
- Puzzle, regia di Guido Stagnaro – miniserie TV (1978)
- Racconti fantastici, regia di Daniele D'Anza – serie TV, episodio Notte in casa Usher (1979)
- La tana di Agatha Christie, regia di Raffaele Meloni – sceneggiato (1980)
- Papà prende moglie – serie TV (1993)
- Leo e Beo, regia di Rossella Izzo – miniserie TV (1998)
- La casa dell'angelo, regia di Giuliana Gamba – film TV (2002)
- Francesco, regia di Michele Soavi – miniserie TV (2002)
- Carabinieri – serie TV, 36 episodi (2002-2008)
- Cuori rubati – soap opera, 10 puntate (2003)
- Incantesimo – soap opera, 22 episodi (2004)
- Fratelli, regia di Angelo Longoni – film TV (2006)
- Lo zio d'America 2 – serie TV, 3 episodi (2006)
- Caccia segreta, regia di Massimo Spano – miniserie TV (2007)
- Prima della felicità, regia di Bruno Gaburro – film TV (2010)
- Mai per amore, regia di Margarethe von Trotta – miniserie TV, episodio La fuga di Teresa (2012)
- Tutta la musica del cuore, regia di Ambrogio Lo Giudice – miniserie TV, episodio La scelta (2013)
- Il bambino cattivo, regia di Pupi Avati – film TV (2013)
- Untraditional – serie TV, episodi 1x05-2x12 (2016-2018)
- Rocco Schiavone – serie TV, episodio 2x03 (2018)
- I bastardi di Pizzofalcone – serie TV, episodio 2x05 (2018)

## Teatro
- Amori miei di Iaia Fiastri, regia di Garinei e Giovannini (1975)
- Le balcon di Jean Genet, regia di Giorgio Strehler (1976)
- Volpone di Ben Jonson, regia di Luigi Squarzina (1977)
- Prometeo di Andrea Bendini, regia di Alberto Gagnarli, Siracusa (1978)
- La Farinella di Giulio Cesare Croce, regia di Nino Mangano (1978)
- Il piacere dell'onestà di Luigi Pirandello, regia di Lamberto Puggelli (1978)
- Serata d'onore per un amico di Bernard Slade, regia di Alberto Lionello (1980)
- Il nuovo testamento di Sacha Guitry, regia di Lamberto Puggelli (1981)
- L'anatra all'arancia di William Douglas-Home nell'adattamento di Marc-Gilbert Sauvajon, regia di Alberto Lionello (1982)
- Tramonto di Renato Simoni, regia di Luigi Squarzina (1982)
- Monsieur Ornifle di Jean Anouilh, regia di Luigi Squarzina (1983)
- Divorziamo! di Victorien Sardou, regia di Mario Ferrero (1984)
- Il gioco delle parti di Luigi Pirandello, regia di Egisto Marcucci (1986)
- Don Giovanni all'inferno, terzo atto di Uomo e superuomo di George Bernard Shaw, regia di Marco Sciaccaluga, Spoleto (1987)
- L'egoista di Carlo Bertolazzi, regia di Marco Sciaccaluga, Teatro Stabile di Genova (1987)
- Il prigioniero della seconda strada di Neil Simon, regia di Marco Parodi (1988)
- Non si può mai sapere di André Roussin, regia di Marco Parodi (1990)
- Il mercante di Venezia di William Shakespeare, regia di Luigi Squarzina (1992)
- Mogli, mariti, amanti di Sacha Guitry, regia di Alberto Lionello (1993)
- La barraca dei comici di Federico García Lorca, regia di Ugo Gregoretti (1994)
- Le ultime lune di Furio Bordon, regia di Giulio Bosetti, con Marcello Mastroianni (1995)
- Romolo il Grande di Friedrich Dürrenmatt, regia di Giovanni Pampiglione, con Mario Scaccia, Spoleto (1996)
- Chicchignola di Ettore Petrolini, regia di Fiorenzo Fiorentini (1998)
- Giulia Beccaria maritata Manzoni di Maria Grazia Nunziata, regia di Mico Galdieri (1998)
- L'astrologo di Giovanni Battista Della Porta, regia di Mico Galdieri (1998)
- Pallottole su Broadway di Woody Allen, regia di Enrico Maria Lamanna (1999)
- Il malato immaginario di Molière, regia di Sebastiano Maria Salvato, con Nino Castelnuovo (1999)
- Il padre della sposa di Caroline Francke, regia di Sergio Japino (1999)
- Due dozzine di rose scarlatte di Aldo De Benedetti, regia di Marco Parodi (2000)
- I monologhi della vagina di Eve Ensler, regia di Emanuela Giordano (2001)
- La figlia di Iorio di Gabriele D'Annunzio, regia di Maurizio Faraoni, con Gabriele Ferzetti (2003)
- Le troiane di Euripide, regia di Livio Galassi (2003)
- Il mondo di Mister Peters di Arthur Miller, regia di Enrico Maria Lamanna, con Giorgio Albertazzi (2003)
- A piedi nudi nel parco di Neil Simon, regia di Gianluca Guidi (2004)
- Sul lago dorato di Ernest Thompson, regia di Maurizio Panici, Borgio Verezzi (2006)
- Niente sesso, siamo inglesi di Anthony Marriott e Alistair Foot, regia di Renato Giordano (2008)
- Il grande capo di Lars von Trier, regia di Maurizio Panici (2010)
- La commedia di Orlando, da Virginia Woolf, regia di Emanuela Giordano, con Isabella Ragonese (2011)
- La notte del 16 gennaio di Ayn Rand, regia di Walter Palamenga (2012)
- Quartet di Ronald Harwood, regia di Patrick Rossi Gastaldi (2018)

## Radio
- La prima inchiesta di Maigret, regia di Umberto Ciappetti, 13 puntate (1985)
- L'innamorato della signora Maigret, regia di Umberto Ciappetti, 2 puntate (1985)
- Maigret e l'ispettore frustrato, regia di Umberto Ciappetti, 3 puntate (1985)
- Maigret e il chierichetto, regia di Umberto Ciappetti, 3 puntate (1985)
- Maigret e il cliente più ostinato del mondo, regia di Umberto Ciappetti, 2 puntate (1985)

## Doppiatrici italiane
- Rita Savagnone in L'uomo dal pugno d'oro, Le spie uccidono in silenzio, La rossa dalla pelle che scotta, I senza Dio
- Fiorella Betti in 1000 dollari sul nero, Con quale amore, con quanto amore, C'è Sartana... vendi la pistola e comprati la bara!, Amore e morte nel giardino degli dei
- Mirella Pace in Degueyo, Django spara per primo
- Vittoria Febbi in La più grande rapina del West, Giorni d'amore sul filo di una lama
- Maria Pia Di Meo in Tom Dollar, Testa di sbarco per otto implacabili
- Benita Martini in Così dolce... così perversa, La mano lunga del padrino
- Luisella Visconti in Operazione paura
- Adriana De Roberto in La vendetta è il mio perdono
- Rosetta Calavetta in Spara, gringo, spara
- Noemi Gifuni in La notte che Evelyn uscì dalla tomba
- Rita Di Lernia in Bella, ricca, lieve difetto fisico, cerca anima gemella